# Aldo Campatelli
Aldo Campatelli (Milão, 7 de abril de 1919 - 3 de junho de 1984) foi  um futebolista e treinador italiano, que atuava como meio-campista, foi ícone da Internazionale.

## Carreira

### Internazionale
Jogou 14 anos na Internazionale da Itália, além de também ter sido treinador da equipe por três temporadas.

### Seleção Italiana
Carlo Annovazzi fez parte do elenco da Seleção Italiana de Futebol na Copa do Mundo de 1950, no Brasil, ele fez uma partida contra a Suécia.